# Van Raab van Canstein

Van Raab van Canstein is een geslacht waarvan leden sinds 1891 tot de Nederlandse adel behoren.

## Geschiedenis
De stamreeks begint met Johan Raeff, geboren in 1531, burgemeester van Orsoy, in het graafschap Meurs, en overleden in 1598. Diens achterkleinzoon, dr. Gottfried Wilhelm Raab (1640-1715) werd in 1703 door koning Frederik I van Pruisen in de Pruisische adelstand verheven. Diens kleinzoon Gottfried Thomas von Raab (1712-1786) werd kapitein in Statendienst en de stamvader van de in de Nederlanden gevestigde tak van het geslacht. Twee van de achterkleinzonen van de laatste werden in 1891 en 1895 ingelijfd in de Nederlandse adel.

## Enkele telgen
Adrianus van Raab van Canstein (1791-1862), controleur in- en uitgaande rechten
- jhr. Rutgerus Willem van Raab van Canstein (1817-1905), ontvanger der directe belastingen, in 1891 ingelijfd in de Nederlandse adel
- jhr. Jacobus Johannes van Raab van Canstein (1824-1901), ontvanger der directe belastingen, in 1895 ingelijfd in de Nederlandse adel
  - jhr. Willem Frederik van Raab van Canstein (1874-1910), ontvanger der directe belastingen
    - jhr. Jacob Johan van Raab van Canstein (1901-1977), cineast
      - jhr. Willem Frederik van Raab van Canstein (1927-2014), cineast
        - jhr. mr.  Willem Frederik van Raab van Canstein (1960), bankmedewerker

      - jhr. Alexander Conrad van Raab van Canstein (1930-2015), docent Academie voor Beeldende Kunsten
        - jhr. Adriaan van Raab van Canstein (1963), chef-kok en eigenaar van restaurant Le Hollandais